# TIEファイター

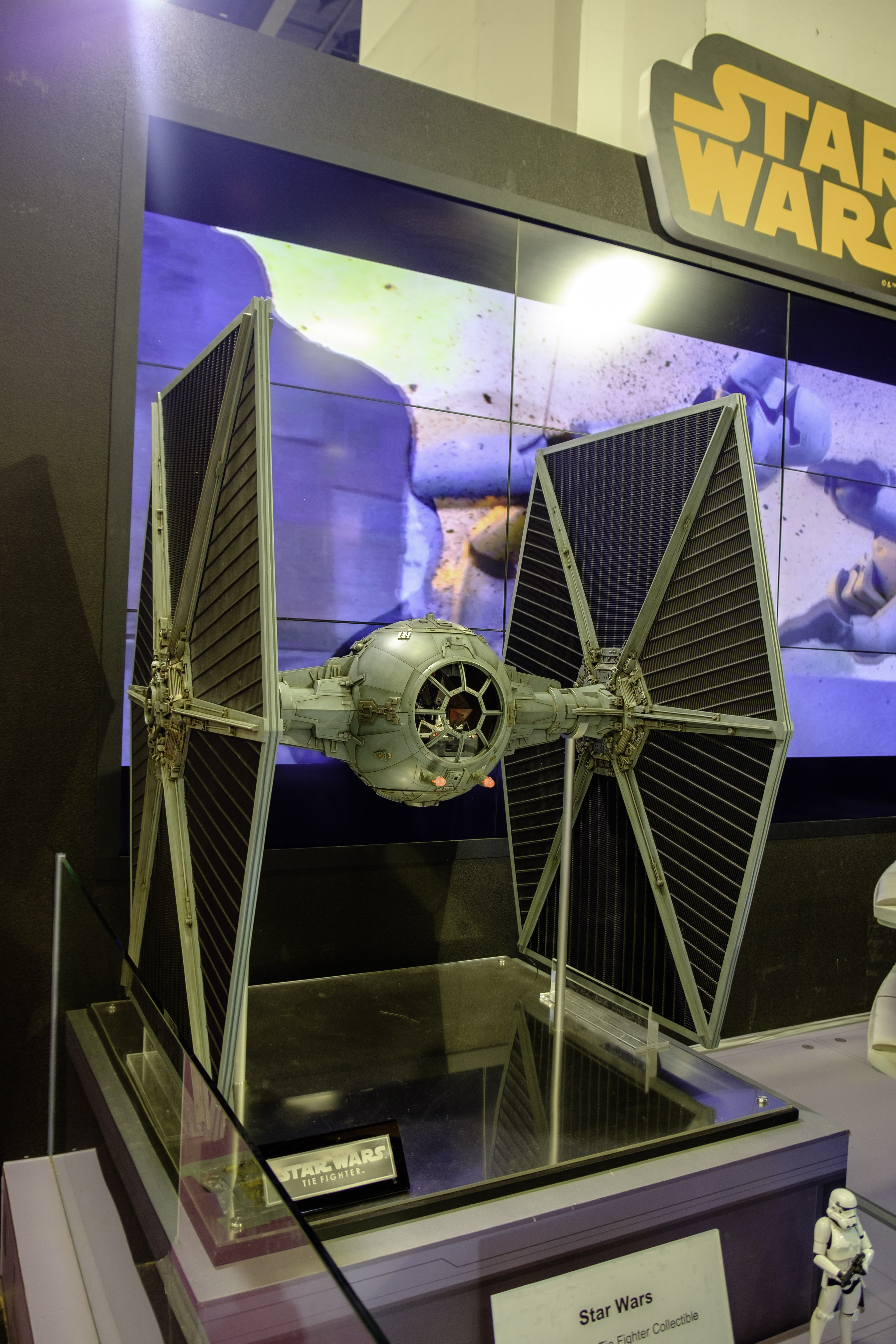
TIEファイターの模型

TIEファイター（タイ・ファイター）は、映画『スター・ウォーズ』シリーズに登場する架空の宇宙戦闘機である。TIEは、ツイン・イオン・エンジン（Twin Ion Engine）の頭文字を取ったものである。銀河帝国宇宙軍の主力スターファイターである。旧三部作で多数登場する。当時は邦訳として『帝国軍・迎撃宇宙艇』と紹介されていた。機体の設計と開発は、レイス・サイナー（シーナー）CEOが代表を務める帝国の国営企業サイナー・フリート・システムズ社が担当した。

## 諸元
標準型の諸元について。
- モデル名：TIE/ln制宙戦闘機
- 全長:6.4メートル
- 速度:4,100G
- 操縦要員:1名

## 概要
一般的にTIEファイターと呼称される場合、通常は標準型の前線用タイプであるTIE/Ln制宙戦闘機（LnはLine editionの略、量産の意）を指す。TIEシリーズ共通の球形コクピットと、それを挟む2枚の六角形の大型ソーラーパネルが特徴である。
その後のTIEシリーズの原型ともなった本機の特徴は、徹底的な機動性の追求である。常軌を逸した軽量化優先の設計がなされており、気密性は皆無で、偏向シールドはおろか、ハイパードライブ・装甲板・脱出装置・降着装置、果てはパイロットの生命維持装置すら搭載されていない。その為、真空の宇宙空間を飛行する場合、パイロットは生命維持用に宇宙服兼用の特殊なフライトスーツを着用する必要があるなど、航空機・宇宙船と言うよりも“武装付き飛行フレーム”といった性格の機体である。その上、視界が非常に劣悪という欠陥（後述）もあり、パイロットにはかなりの心理的負荷を強いるが、彼らはTIEファイター・パイロットを養成する教育課程に於いて「自らの犠牲は銀河帝国の支配力に繋がる」という理念を叩き込まれており、自らの死に対する恐怖を殆ど感じなくなるほどまでに訓練されている為、通常の任務中において心理的な問題は全く発生しない。反乱同盟軍はこの様な理念を持つ帝国軍パイロットを、そのストームトルーパーと同形のマスクになぞらえて「バケツ頭」と呼んでいる。
制宙戦闘機の名の通り、宇宙空間向けに設計された機体ではあるが、大気圏内での使用も可能である。ただし表面積の大きなソーラーパネルは強風の影響を受けやすく、機体フレームも徹底した軽量化のため強度が低く、重力下で急激な運動をした場合、フレームに負荷がかかる恐れがあるなど宇宙で使用する場合よりも不利になる要素がある。
なお、TIEファイターを製造したサイナー（シーナー）社は、『エピソード1/ファントム・メナス』ではダース・モールが搭乗したシス・インフィルトレイターを開発している。

## 機体解説
スター・デストロイヤーと共に帝国宇宙軍を象徴する機体であるTIEファイターは徹底的なコストカットと機動性を重視した機体であった。基本モジュールとなる1人乗りの球体コクピットに、名前の由来となっている2基のイオン・エンジン並びに、固定武装としてレーザー・キャノンを2門搭載している。また左右に突出したブームの先端には2枚の大型ソーラー・パネルを搭載し、ここで生成されたエネルギーをエンジンに供給する事で出力を更に高めている。エンジン出力はとりたてて高くはないが、機体の圧倒的な軽量性によって驚異的な加速・旋回性能を誇る。
武装は2門のレーザー・キャノンを搭載しており、航空兵器としては一般的な性能のものだが、シールドを装備した戦闘機を十分に破壊出来る威力は備えており、敵戦闘機の撃墜も数多く記録している。但し、ミレニアム・ファルコンの様な重武装の中型船クラス相手となるとやや威力不足なのは否めず、劇中でも致命傷を与えることは出来ない。
オプションでミサイルランチャーを増設することも可能ではあったが、その重量で機体の運動性能を著しく低下させるため、滅多に装備されることはない。機体数を十分に確保出来ない反乱軍がXウィングに代表される「万能機」になっていったのに対し、機体数で常時圧倒的優位に立つ帝国軍では、ミサイルやプロトン魚雷による雷爆撃をTIEボマーのような専用機に特化させる「分業制」がとられた。
防御に関しては完全に無防備である。軽量化からくる旋回性能によって、敵に後ろを取らせない＝撃たれない、ことを主眼に置いて設計されている。これによって得られた高度な機動性と、入念に訓練された帝国軍パイロットの技量、そして常に数の優位に立つことにより、ベテラン揃いの反乱軍パイロットにすら容易には後ろを取らせず、反乱軍は大きく苦戦を強いる。ただし、機体とパイロットを防御するものが何もないため、被弾することは即刻撃墜を意味した。左右のソーラー・パネルはコクピットに対する一種の緩衝材となってはいるが装甲としてはとうてい足るものではなく、Xウィングの強力なレーザー・キャノンが命中すれば一瞬で木っ端微塵となる。対人ブラスター程度の火力であれば流石に耐えることは出来たが、火力の高い軍用火器や重ブラスターなどには耐えることができなかったため、歩兵相手でも撃墜されることがあった。

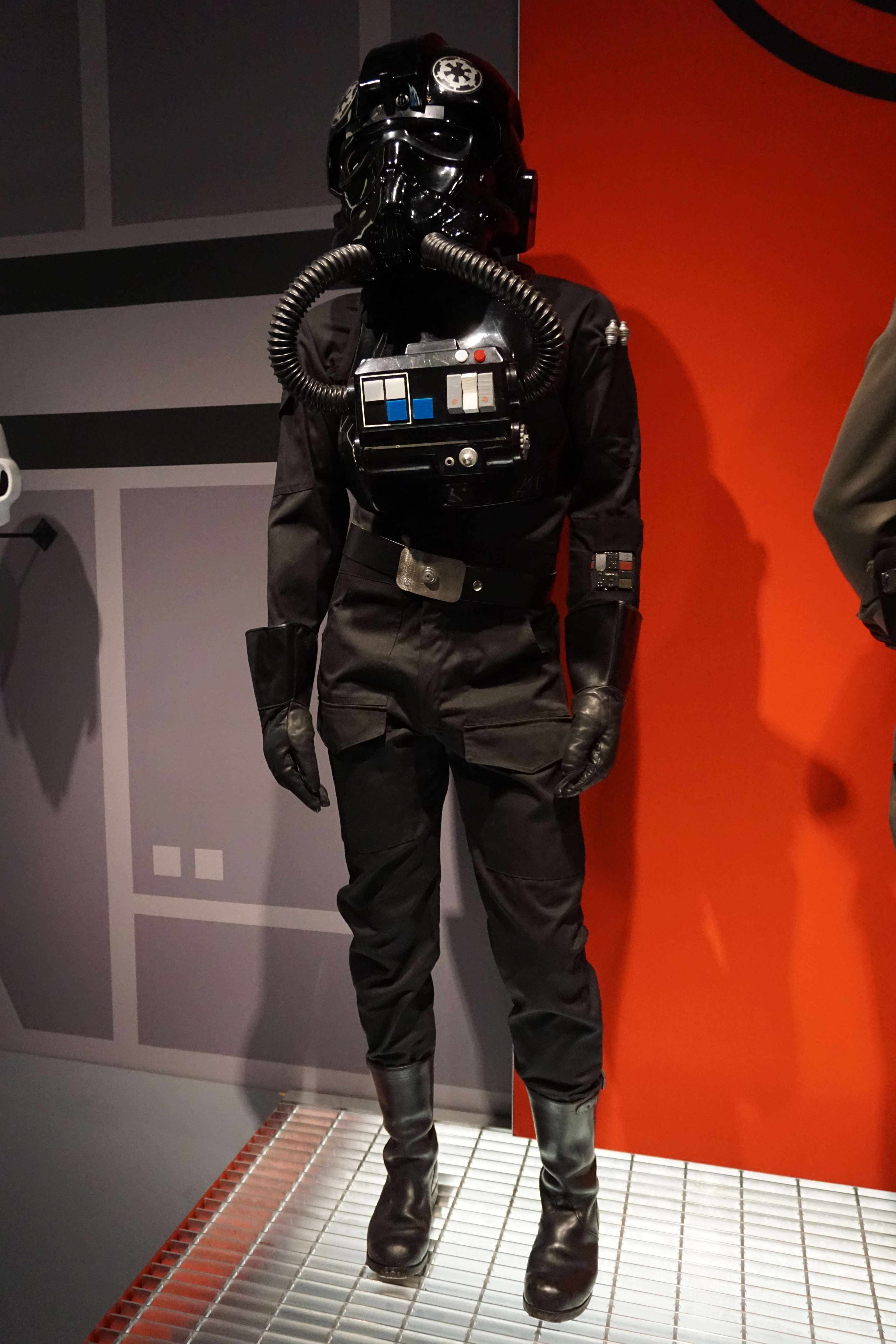
パイロットのフライトスーツ

脱出装置の類も一切搭載されていない。元より生命維持装置が無く、気密性も考慮されておらずコクピット内も与圧すらされていない為、パイロットは常に宇宙服でもあるフルフェイスのフライトスーツを着用しており、脱出時にはそのまま搭乗ハッチから脱出するだけである。このシステム上、パイロットは残燃料とは別に通常の宇宙船より遥かに少ないスーツの残酸素量を考慮する必要があるが、元より長距離進攻を想定しない、迎撃専用の局地戦闘機的な性格の強い機体であり、基本的には基地および味方艦船の周辺で戦闘を行っている為、この点は余り問題にはならない。機体が破壊されたとしても、元より宇宙空間に居るのと同じ状態で乗り込んでいる為、フライトスーツさえ無事であれば生命維持は可能である。実際、戦闘中に機外に放出されたものの、味方に救助されて生還したパイロットは非常に多い。ただし、TIEボマーには脱出用の射出座席が装備されており、大気圏内でのパイロット生還率が向上している。
降着装置も一切搭載されていない。TIEファイターを搭載する帝国軍の各艦船には、機体の着艦及び格納用のラックが常備されており、帰投した機体は直接ラックに吊り下げられて着艦し、そのまま格納状態となった。着陸脚は無いが、平らな地形であれば2枚のソーラー・パネルの下部を脚代わりに接地させて離着陸することは可能で、地上での運用も行われている。
TIEシリーズの共通コクピットは前方に大型で円形の風防を備え、前方に限れば上下左右の視界は広いが、その他の開口部は上部のスリットと後部の小型の窓しかなく、左右方向に関してはそもそも窓が無いため、巨大なソーラー・パネルの存在もあり全く視界が無いという欠点が存在する。本機の後継となるTIEインターセプターでは、大きく前方に展開したパネルが視界を妨げないようにパネル前中央部に切り欠きが入れられたが、やはり横には窓がなく、真横は視界ゼロのままだった。巨大なソーラー・パネルは敵から見たときに良い的になるほどに被弾面積もかなり大きく、横方向から撃墜されやすいという欠点にもつながっている。
この視界の悪さと高い機動性は度々事故を誘発し、戦闘時、非戦闘時を問わず、数多くの接触事故を引き起こしている。一説には戦闘で撃墜された機体より、事故で喪失した機体の方が多いとまで言われている。常に敵より多い機数が災いし、僚機同士の衝突という悲劇も多かった。
このように欠点も多くみられる機体であったが、ハイパードライブやシールド、生命維持装置といった宇宙船としては基本的な装備まで徹底的に削減したことにより、機体コストは非常に安く、設計当初よりも更に廉価となっている。機体の構成部品も少なくなったため、整備性にも非常に優れており、軽量化にも繋がったため、加速性能にも優れていた。ハイパードライブと生命維持装置の削減、短い航続距離は離脱することを難しくしており、離反者を出しにくくするという意味合いもあった。初代デス・スターに配備されていたブラック中隊は、選りすぐりの精鋭パイロットが多かったという点もあり、反乱軍のレッド中隊に配備されていた最新鋭機であるXウィングと互角以上の戦闘を行う。
後の反乱軍戦闘機の高性能化により、TIE/Lnファイターは必ずしも優位ではなくなってきたため、より高性能なTIEインターセプターに置き換えられることになっていたが、帝国政府内の管轄間の縄張り意識によりなかなかはかどらず、本機は長らく一線に留まる。

## 機体のバリエーション
TIEアドバンストx1
- 諸元
  - 全長:9.2メートル
  - 速度:4,150G

TIEシリーズの最新鋭試作機として開発された機体。ソーラーパネルの上下が内側へと大幅に屈折しており、よりコンパクトに見えるが、標準タイプには搭載されていないシールドとハイパードライブエンジンが装備されているため、基本モジュールは同一ながら機体自体はかなり大型化している。ヤヴィンの戦いでレッド中隊迎撃のため、ブラック中隊の陣頭指揮をとったダース・ベイダーが搭乗した機体として有名。ヴェイダーの機体は初期試作型の改良版でヴェイダー本人の技量も合わさりロザルの戦いでは単機で同盟軍艦隊に大損害を与えている。TIEファイターに代わる次期主力候補機として設計されたが大量生産にはコストがかかりすぎる為、量産はされなかった。
TIEアドバンストv1
アドバンストx1のプロトタイプとして開発された機体。シールドとハイパードライブを搭載しており内側に丸みを帯びた翼が特徴。翼は可変翼となっており着陸時は内側に折り畳むことができる。アニメ『反乱者たち』に登場した機体で主にダース・ベイダー直属の部下である尋問官達が使用している。
TIE/saボマー
- 諸元
  - 全長:7.8メートル
  - 速度:2,380G

TIEシリーズの爆撃機タイプ。アドバンストx1と同じく折れ曲がったソーラーパネルと円筒形の双胴ボディを持つ。双胴ボディのうち右舷はコックピット、左舷は武器弾薬を搭載するベイ(爆弾槽)となっており、左舷ベイにはプロトン魚雷、震盪ミサイル、プロトン爆弾、軌道機雷など多彩な兵器を搭載することができる。ホスから逃れてアステロイドに隠れたファルコン号を燻り出す絨毯爆撃に実戦投入される。このTIEボマーは、『スター・ウォーズ エピソード6/ジェダイの帰還』では、戦闘シーンはないが、第2デス・スターのドッキング・ベイに降着している様子が描かれている。左舷ベイを乗客用キャビンに変更したTIEシャトルという輸送機タイプも存在する。劇中では『スター・ウォーズ エピソード5/帝国の逆襲』でニーダ艦長がアベンジャーからエグゼキューターに移乗する際に使用された。『ローグ・ワン』には、ダース・ベイダーと共にプロファンディティへ乗り込む部下たちを輸送した、TIEシャトルと同様の双胴ボディを持つTIEボーディングクラフトという強襲揚陸タイプも登場している。また、TIEボマーは、ILMのスタッフに、二つ並んだチリドッグを連想させたことから「ダブル・チリ・TIE」と呼ばれていた。
TIE/INインターセプター
- 諸元
  - 全長:9.6メートル
  - 速度:4,240G

火力と速度性をより強化した新型のTIEシリーズ。ヤヴィンの戦いでの敗北により帝国軍は反乱軍の機体が予想以上に高性能であることを知った。当初はベイダーのアドバンストx1を次期主力機として量産する計画があったが、高性能ゆえにコストが高く、量産には向かなかったため、アドバンストx1に採用された屈曲型ウイングや高性能ソーラーセルといった技術を一部引き継ぐ形で設計された。インターセプターは両翼の先が2つに別れ、計4か所の先端部分にそれぞれレーザー砲が搭載されており、TIEファイターよりも高い火力を誇った。両翼の形状も見直して短剣型としたことで側面の視認性が改善されている。反乱軍のAウィングには劣ったが速度性も同様に強化されており、迎撃機として大いに活躍した。TIEファイターよりも高性能ではあったが、帝国政府内の管轄間の縄張り意識により、機体の置き換えはなかなか進まず、置き換え率はエンドアの戦いの時点で帝国軍の全スターファイター部隊のわずか20%程度に留まっていた。
TIE/sk x1試作型制空戦闘機
「TIEストライカー」と呼ばれる大気圏内特化対応型のTIEシリーズ。水平に配置された2枚の翼を特徴としており、主に大気圏内における活動を重視して設計されている。コックピットのある中央ポッドは通常のTIEファイターと比べて前後に長く、サイズを活かして補給物資や人員を軌道上から地上へと直接揚陸することもできた。機動性が低下するなどのデメリットは出るが他のTIEシリーズと同様に宇宙空間での戦闘も可能。
TIE/rpリーパー攻撃着陸艇
「TIEリーパー」と呼ばれる輸送に特化したTIEシリーズ。TIEストライカーのような水平翼と大型のボディが特徴。『ローグ・ワン』でスカリフに侵入した反乱軍を殲滅するべく、デス・トルーパー部隊の輸送に使用されていた。
TIE/rb重スターファイター
「ヘビーTIEファイター」とも呼ばれる火力強化型のTIEファイター。コックピットモジュールの側面にAIを搭載したレーザーキャノンポッドが装備されており、通常のTIEと比較して格段に攻撃力が増している。
TIE/Dディフェンダー
スローン大提督の主導する極秘プロジェクトによって新規開発された最新鋭の実験型戦闘機。球状のコクピットモジュールは変わらないが、機体後部から120度ずつ3方向に伸びるアームに計3枚のソーラー・パネルを搭載した特異な形状をしている。
アドバンスドX1より強力な偏向シールドとハイパードライブに加えて、レーザー砲6門とプロトン魚雷を増備するなど、全機能において従来型を大幅に上回る強化が施されていた。更に発展型のエリートでは、速度性と素人でも容易に扱える操縦性を両立させるなど、帝国の実力を遺憾無く発揮しており、反乱軍のヘラ・シンドゥーラは｢大量生産されたら、反乱軍のパイロットは太刀打ち出来なくなる｣と戦慄した。元々はレジェンズで登場した機体だったが、アニメ『反乱者たち』に登場し、正史の機体として扱われるようになった。
アウトランドTIEファイター
エンドア、ジャクーでの敗北による帝国の崩壊で設備の整った格納庫や基地の大半が使えなくなり、不整地での運用を余儀なくされた結果、改造を施されたTIEファイター。モフ・ギデオン率いる帝国の残党が使用しており、見た目や性能は通常のTIEファイターと変わらないがソーラーパネルが外側に折れ曲がるようになっており、コックピットポッド底部には計3基の着陸用ギアを搭載している。これにより荒地などの不整地などでも着陸しやすくなり、全高が低くなったため、パイロットが搭乗しやすいようになっている。
TIE/adアヴェンジャー
帝国で開発されたTIEシリーズの実験機。TIEディフェンダーと同じく元はレジェンズの機体だったが、ドラマ「アンドー」で開発中のプロトタイプが登場した。外観はインターセプターに似た短剣状の翼を持つが前方だけでなく、後方にも翼が伸びている。装甲にレーザー砲、対人回転式ブラスター、ミサイルランチャー、ブラストドアも破壊可能な重レーザー砲と重武装を備えていた。
TIE/huハンター
ゲーム『ローグ スコードロンIII』に登場したTIEシリーズの実験機。反乱軍のXウイングを参考に設計されており、Xウイング同様のX型ウイングを持つ。性能面においても武装はレーザー砲の他、イオン砲、ミサイルランチャーを加えてシールドとハイパードライブも増備しているなど、通常のTIEファイターより大幅に強化されている。帝国の研究施設で極秘に試験運用されていたが、潜入したウェッジ率いる反乱軍にほぼ全機を破壊され、さらに盗み出された3機のTIEハンターはフォンドアで建造中のスーパースターデストロイヤーの破壊作戦に使用された。皮肉にも帝国軍にとっては攻撃を受けることにより、性能の高さを証明する結果となった。
TIE/fo制宙戦闘機
帝国の後継組織ファースト・オーダーによって新規開発されたTIEファイター。見た目は黒くなったTIEファイターといった趣で、帝国時代のTIEファイターと外観に大きな差はない。しかし帝国時代と比べ人員に乏しいという事情からパイロットが貴重となったため、生存性を高めており旧型機には無かった偏向シールドを新たに搭載しているほか、専用のフライトスーツ無しでも搭乗可能な様に十分な気密性も確保されている。更に機体各所の設計を最新技術で改良しているため、旧型機と比べて性能が大幅に向上している。
TIE/sf制宙戦闘機
赤いマーキングが施されたファーストオーダー特殊部隊専用のTIEファイター。形状はTIE/foと大きく変わらないが、こちらはハイパードライブが搭載され、パイロットに加えて底部重レーザー砲塔の操作を担当する砲手を搭乗させることのできる複座式となっている。底部レーザー砲は砲手が手動操作することで、360度全方位に攻撃が可能。また燃料電池も増備しておりエンジン、武器、シールドの出力がTIE/foに比べ強化されている。
TIE/vn制宙戦闘機
『スター・ウォーズ/最後のジェダイ』でカイロ・レン専用機として登場した新型のTIEシリーズ。別名「TIEサイレンサー」。TIEアドバンストx1と似たコックピットに、TIEインターセプターの様な翼を持つ。コックピットは角ばった形状をしており、TIEシリーズでは唯一、丸型のビューポートを持たない機体である。
TIE/wiウィスパー
『スター・ウォーズ/スカイウォーカーの夜明け』で登場した最新型のTIEシリーズ。赤い装甲を施されたポッドが特徴。さらなる改良を施されており、強化されたステルスシステムとハイパードライブに加え、ハイパースペースに逃走した敵を追跡可能なハイパースペーストラッキングも搭載している。劇中では、ハイパースペースジャンプを繰り返して逃走するミレニアム・ファルコンを執拗に追跡した。より強化されたインターセプター型のモデルもあり、カイロ・レンが専用機として使用している。
TIE/dgスターファイター
復活したパルパティーンの率いるファイナル・オーダーで使用された最新型のTIEシリーズ。「TIEダガー」または「シスTIEファイター」とも呼ばれる。従来の球状コックピットに、ダガーの名前の由来でもあるデルタ型のソーラーパネルウイングを持つ。ウイングは大型と小型の二重構造になっており、従来の中間のコックピットポッドに装備されたタイプよりも強力な重レーザー砲を搭載している。ウイングにはファイナル・オーダーの所属であることを示す赤いマーキングが施されている。
TIE/D自動型戦闘機
ゲーム『スター・ウォーズ 出撃! ローグ中隊』に登場する無人戦闘機。いわば、ドロイドスターファイターのTIEバージョン。レジェンズの戦いであるモン・カラマリの戦いで登場。非常に高速で小回りの利く機体のため、ブラスターで撃墜するのは大変に困難を極める。
スピンオフ小説やアニメ、ゲームも含めると地上型などの派生も含めた、さらに多くのバリエーションが登場している。そのひとつが、ティモシイ・ザーン作の『スローン大提督三部作』に登場した、シミター戦略爆撃機（アサルト・ボマー）である。機体は円筒形の単胴で、折れ曲がった翼を持ち、前方にコクピット、後方に爆弾槽を備えている。本機の特徴としては、コクピットが翼より前に出ており、視界が確保されていることと、コクピット自体が脱出カプセルになっていることである。
撮影に使用されたプロップには、コクピットのスクリーンが張られていない。まさに「シールドなしの剥き出し」だった。